# Ricardo Flores Magón, Gutiérrez Zamora
Ricardo Flores Magón är en ort i Mexiko.   Den ligger i kommunen Gutiérrez Zamora och delstaten Veracruz, i den sydöstra delen av landet, 230 km nordost om huvudstaden Mexico City. Ricardo Flores Magón ligger 34 meter över havet och antalet invånare är 112.
Terrängen runt Ricardo Flores Magón är lite kuperad. Runt Ricardo Flores Magón är det ganska tätbefolkat, med 149 invånare per kvadratkilometer. Närmaste större samhälle är Papantla de Olarte, 18,6 km väster om Ricardo Flores Magón. Omgivningarna runt Ricardo Flores Magón är en mosaik av jordbruksmark och naturlig växtlighet.